# Центральноукраїнський обласний краєзнавчий музей
Центральноукраїнський обласний краєзнавчий музей — обласний краєзнавчий музей у місті Кропивницький, найбільше зібрання матеріалів й документів з історії, етнографії та культури Кіровоградської області.
Від 1929 року музей розташований у пам'ятці архітектури кінця XIX — початку XX століть (Будинок Барського), що є яскравим взірцем стилю «ранній модерн».

## Історія
Музей був створений на основі колекції Історико-географічного музею Єлизаветградського земського реального училища (почав свою діяльність 1883 року). Його заснував та очолював етнограф і археолог В. Ястребов. Після смерті останнього в грудні 1898 року заклад практично припинив своє існування.
Подальша доля музею пов'язана з діяльністю Павла Рябкова. За його ініціативи відновленням музею від 1913 року займалося Товариство розповсюдження писемності та ремесел, якому передали матеріали реального училища. Але реалізації цих планів завадила Перша світова війна.
Відновлювати музей почали у 1920-ті роки при Комітеті агітаційної пропаганди. 1922 року на основі наявних колекцій було відкрито два музеї — історико-археологічний й природничо-історичний. Останній дав початок новому закладові, що 1929 року став Округовим історико-археологічним, а вже 1939 року — Кіровоградським обласним краєзнавчим музеєм.
У період гітлерівської окупації міста в роки Другої світової війни музей втратив понад 10 тис. одиниць зберігання.
Після визволення міста і відновлення діяльності музею його фонди істотно поповнилися новими колекціями.
А вже в роки незалежності України — у 1994 році музей успадкував колекцію збирача предметів старовини і мистецтва Олександра Ільїна, яка містить чимало раритетних і цінних пам'яток.
На початку травня 2024 р., в межах компанії деколонізації, що була спричинена російським військовим вторгненням в Україну, Кропивницький обласний краєзнавчий музей було перейменовано у Центральноукраїнський обласний краєзнавчий музей.

## Фонди та структура
На початок XXI століття у фондах музею налічувалося близько 80 тисяч пам'яток з історії, археології, етнографії та природи краю від найдавніших часів до сучасності. Серед них найбільша в Україні колекція скіфських кам'яних баб, яка складається з шести екземплярів.
У складі музею діють філії — заповідник-музей І.Тобілевича (Карпенка-Карого) «Хутір Надія», «Історико-архітектурний заповідник родини Раєвських» . Відділи — Меморіальний музей М. Л. Кропивницького, Музей історії українського хореографічного мистецтва.

## Галерея

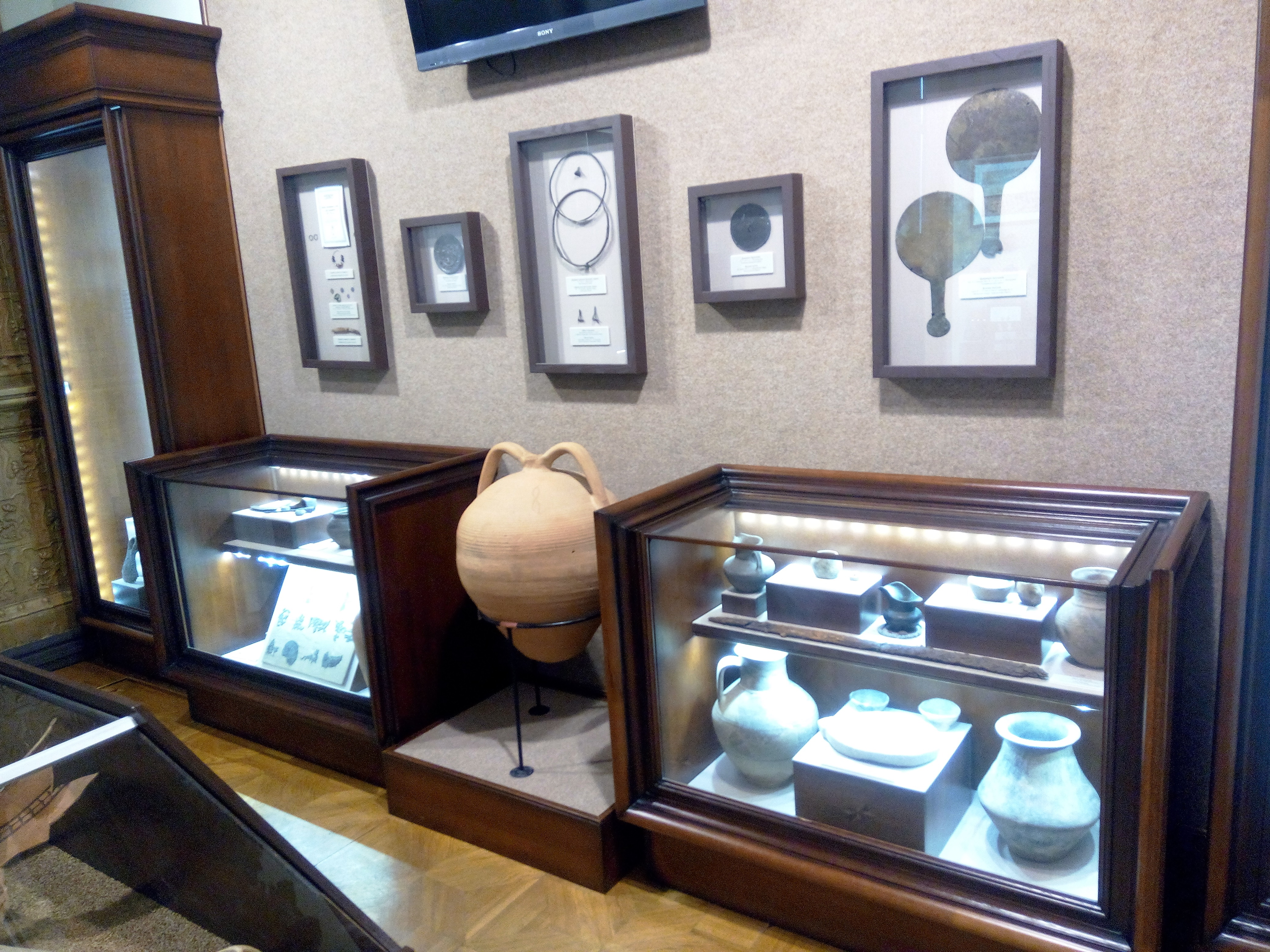
Експонати відділу історії
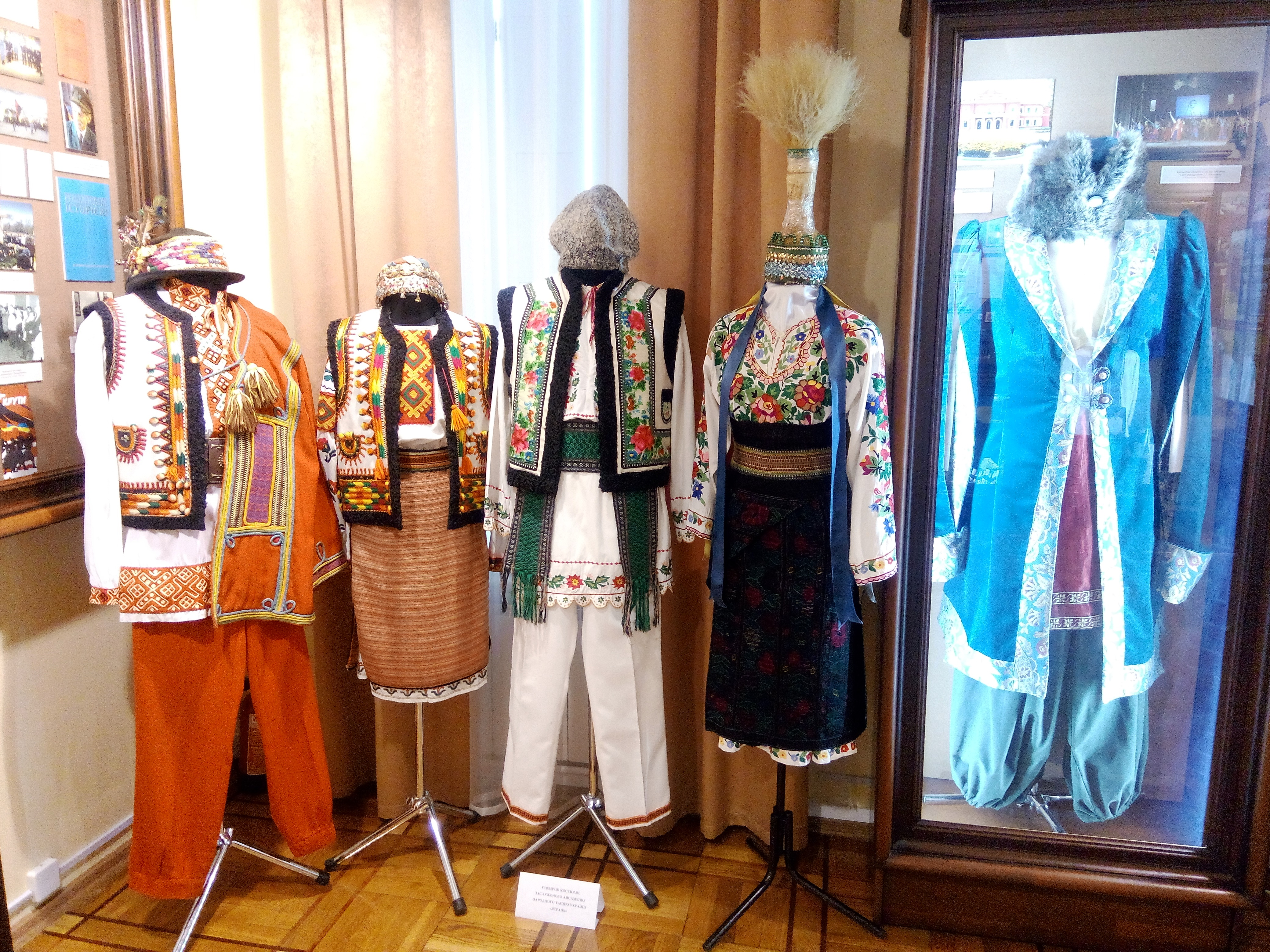
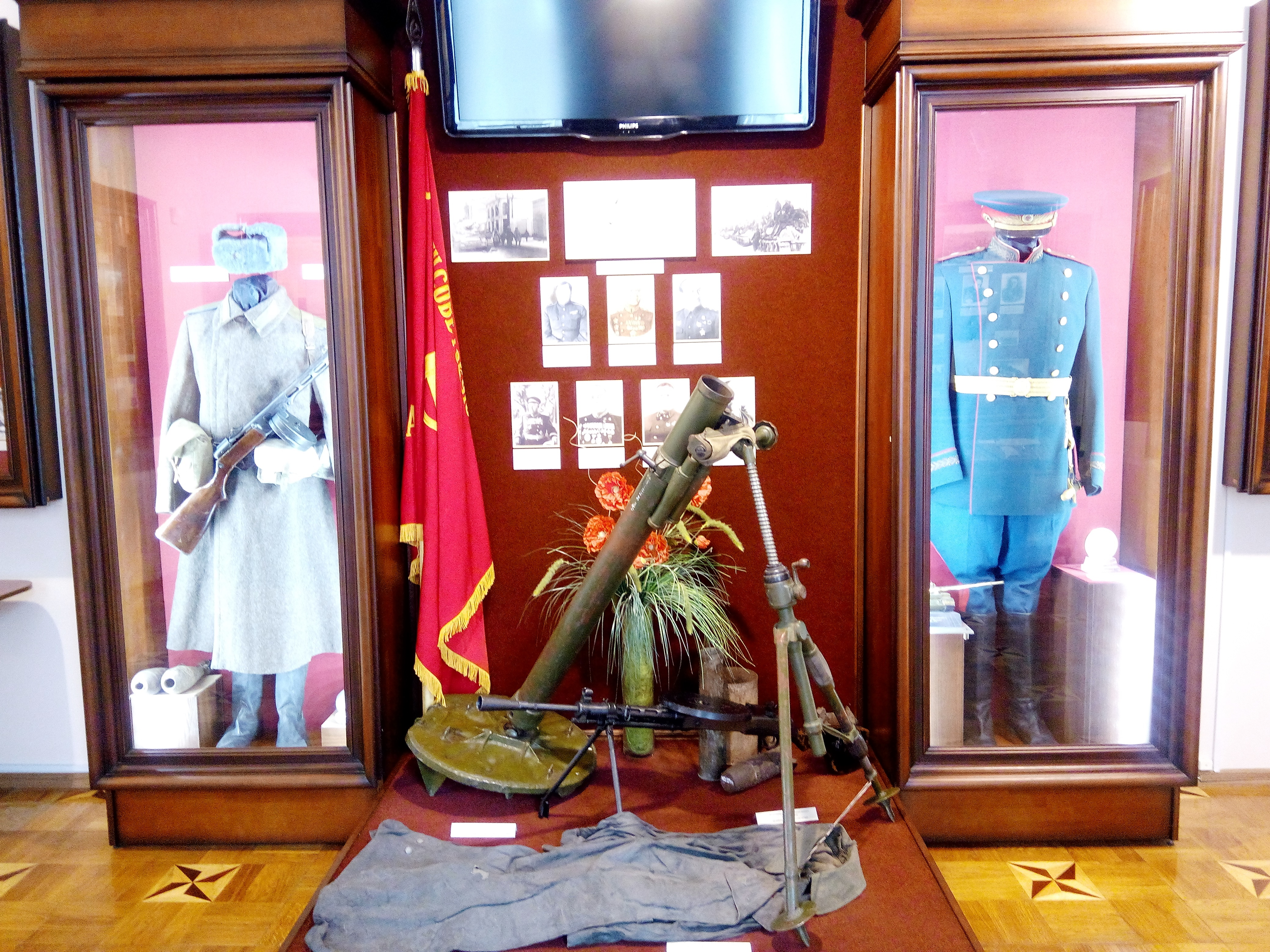
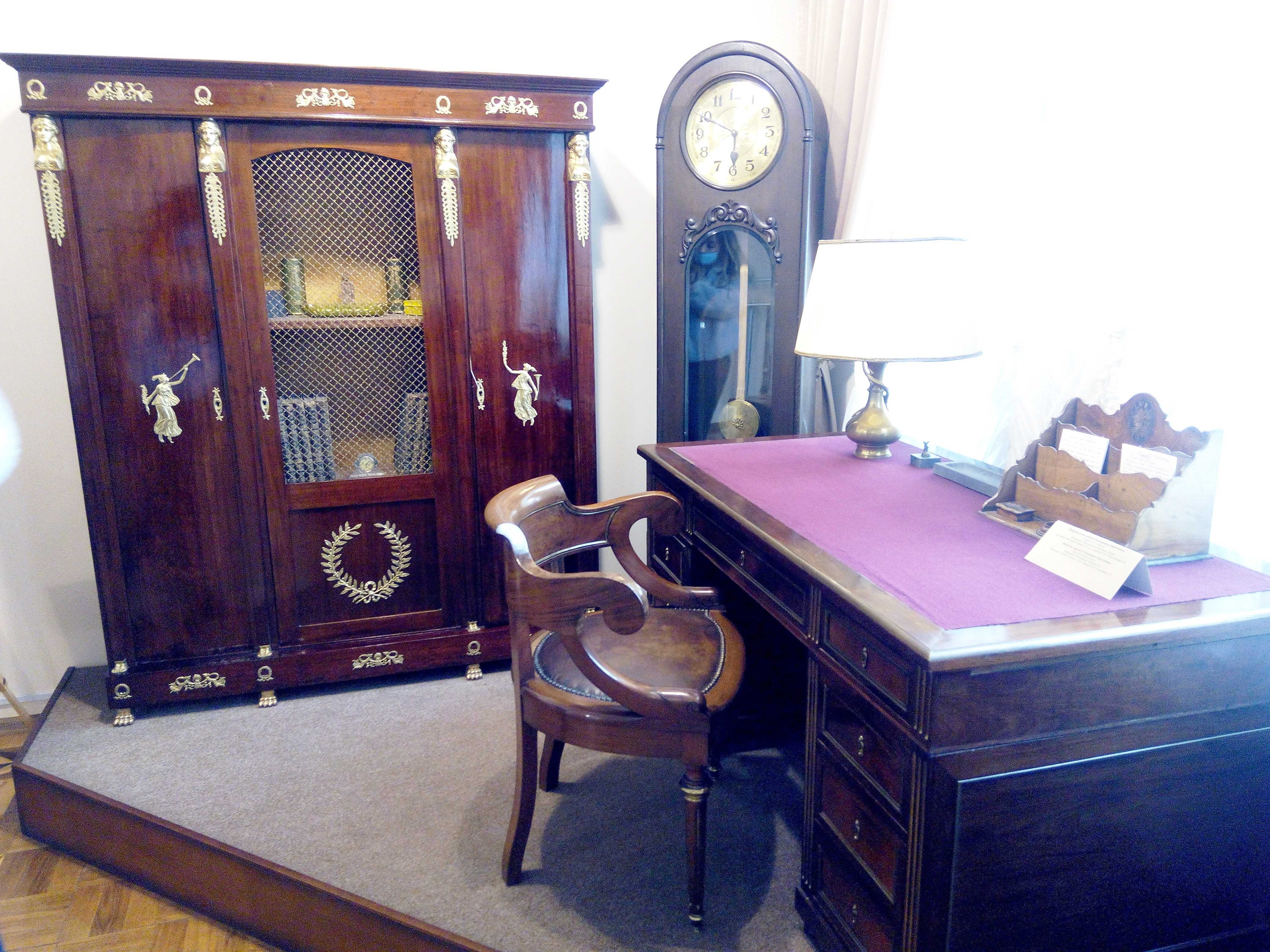
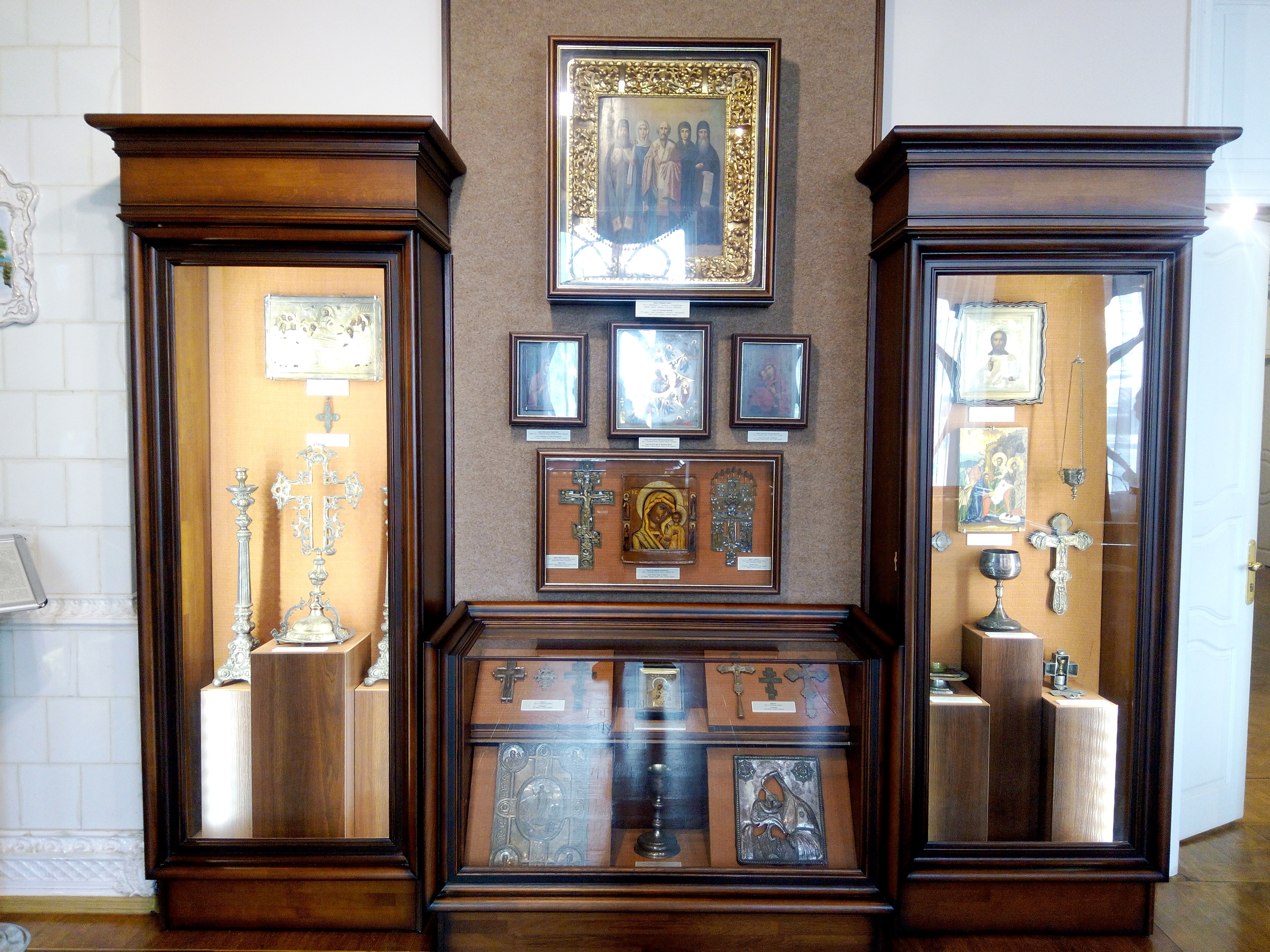
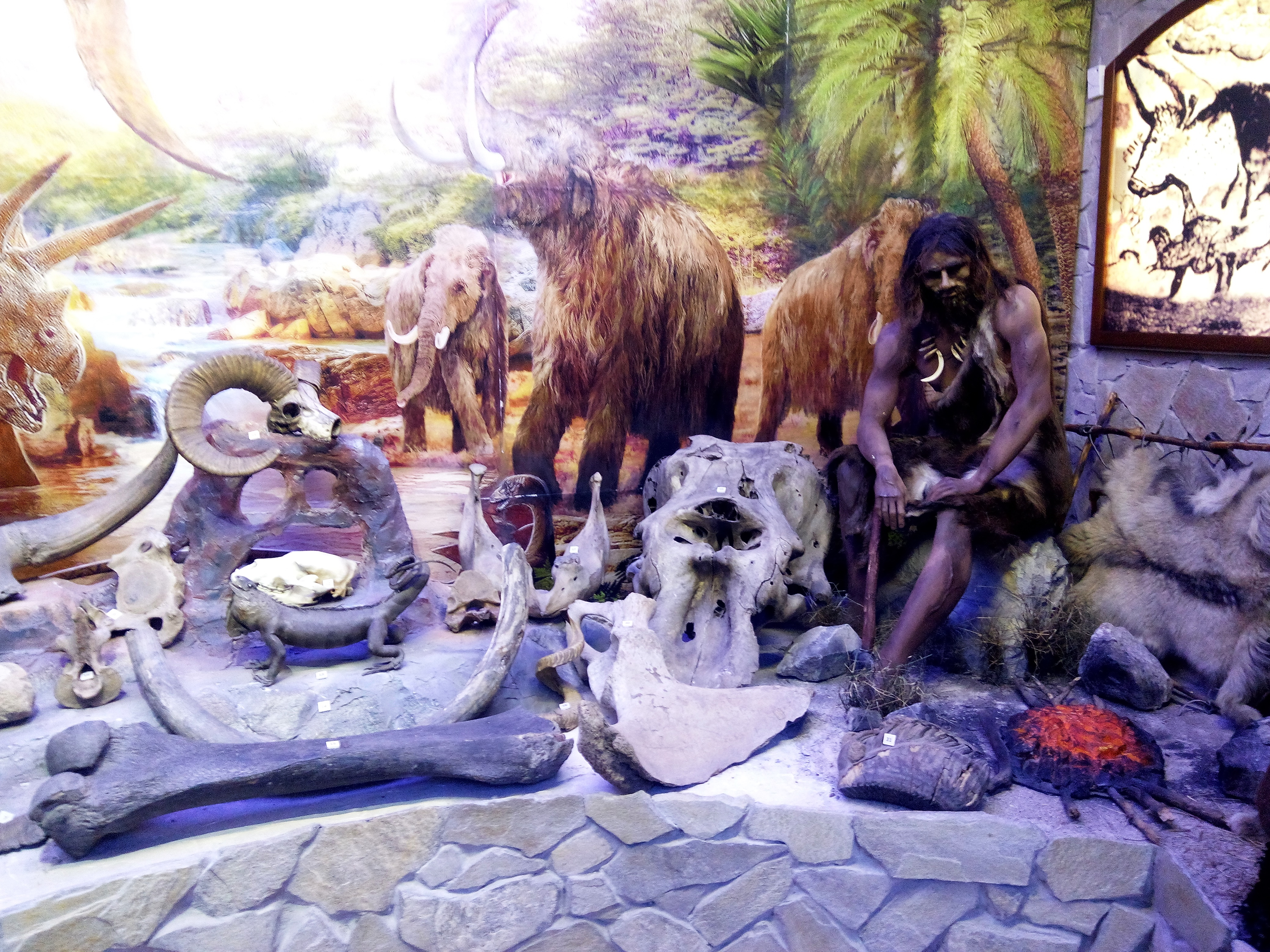
Експонати відділу природи
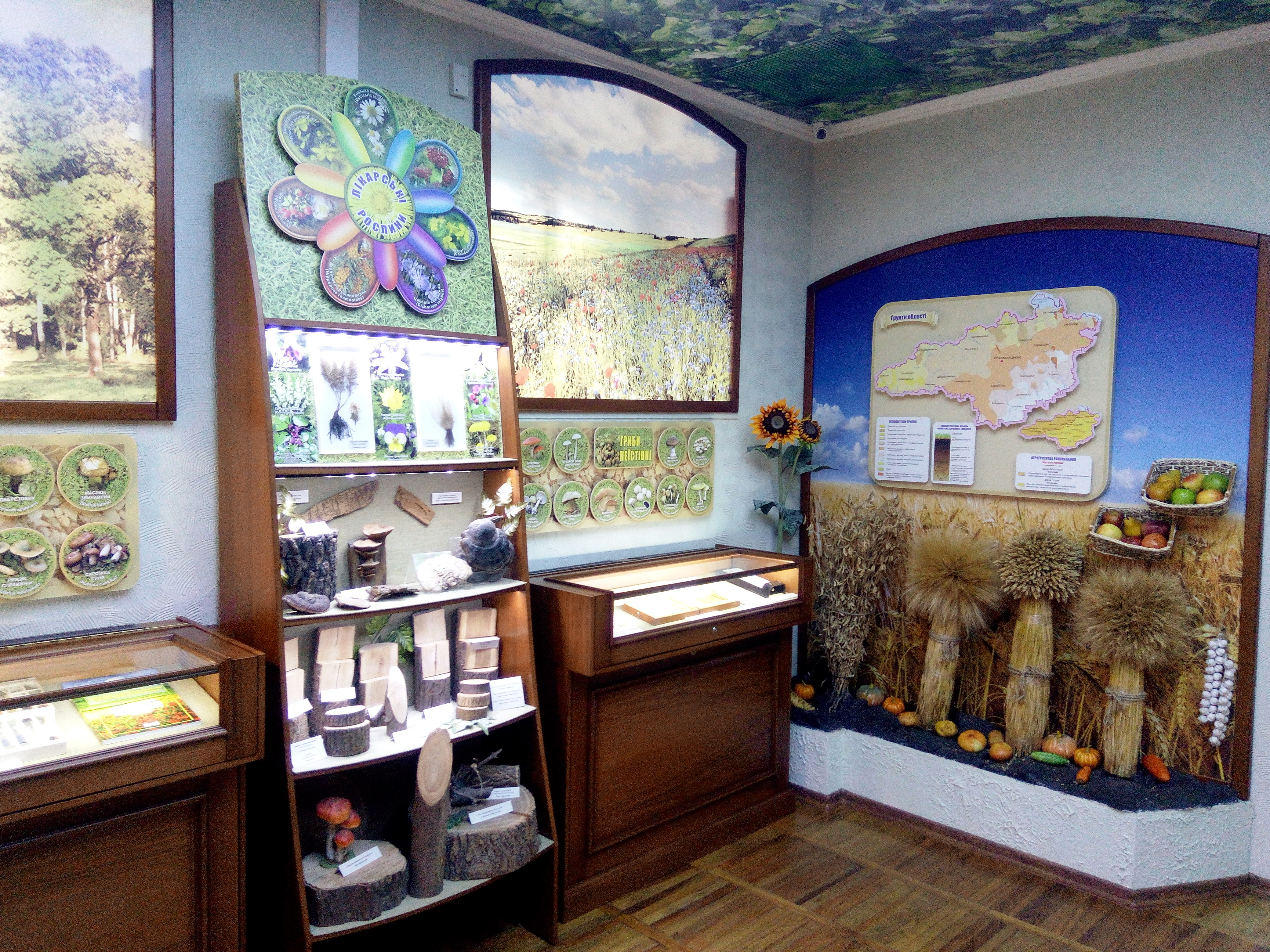
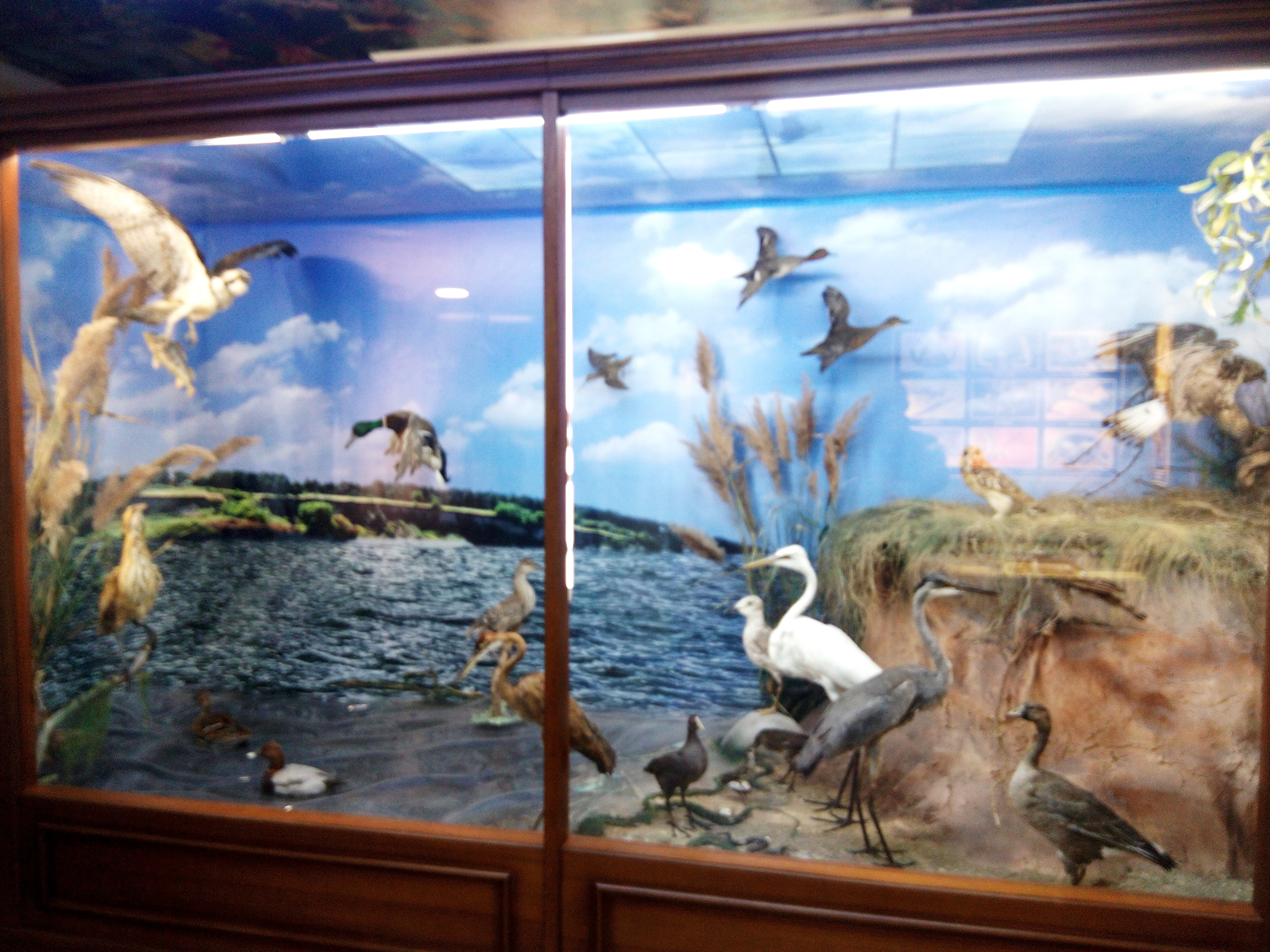
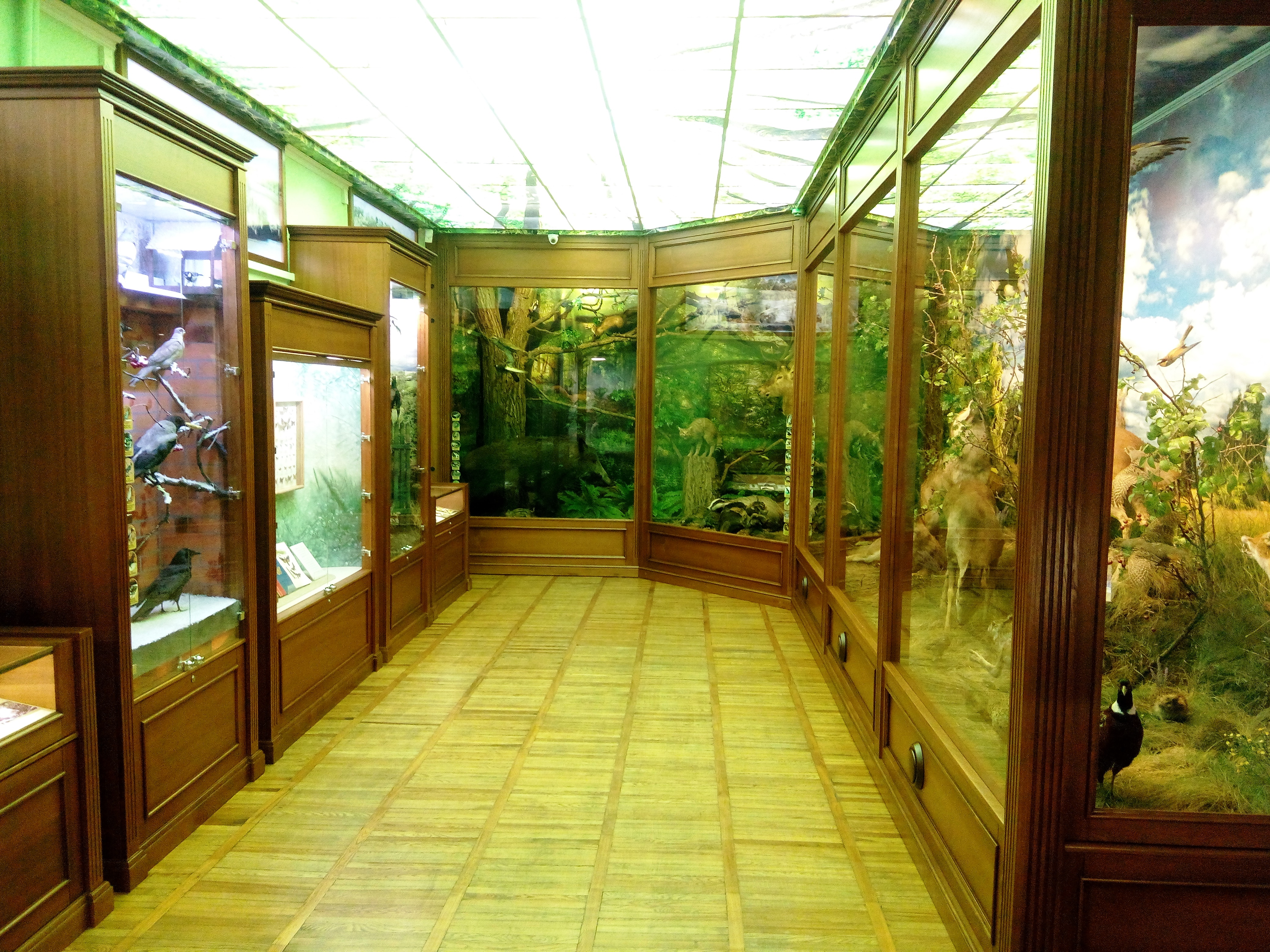
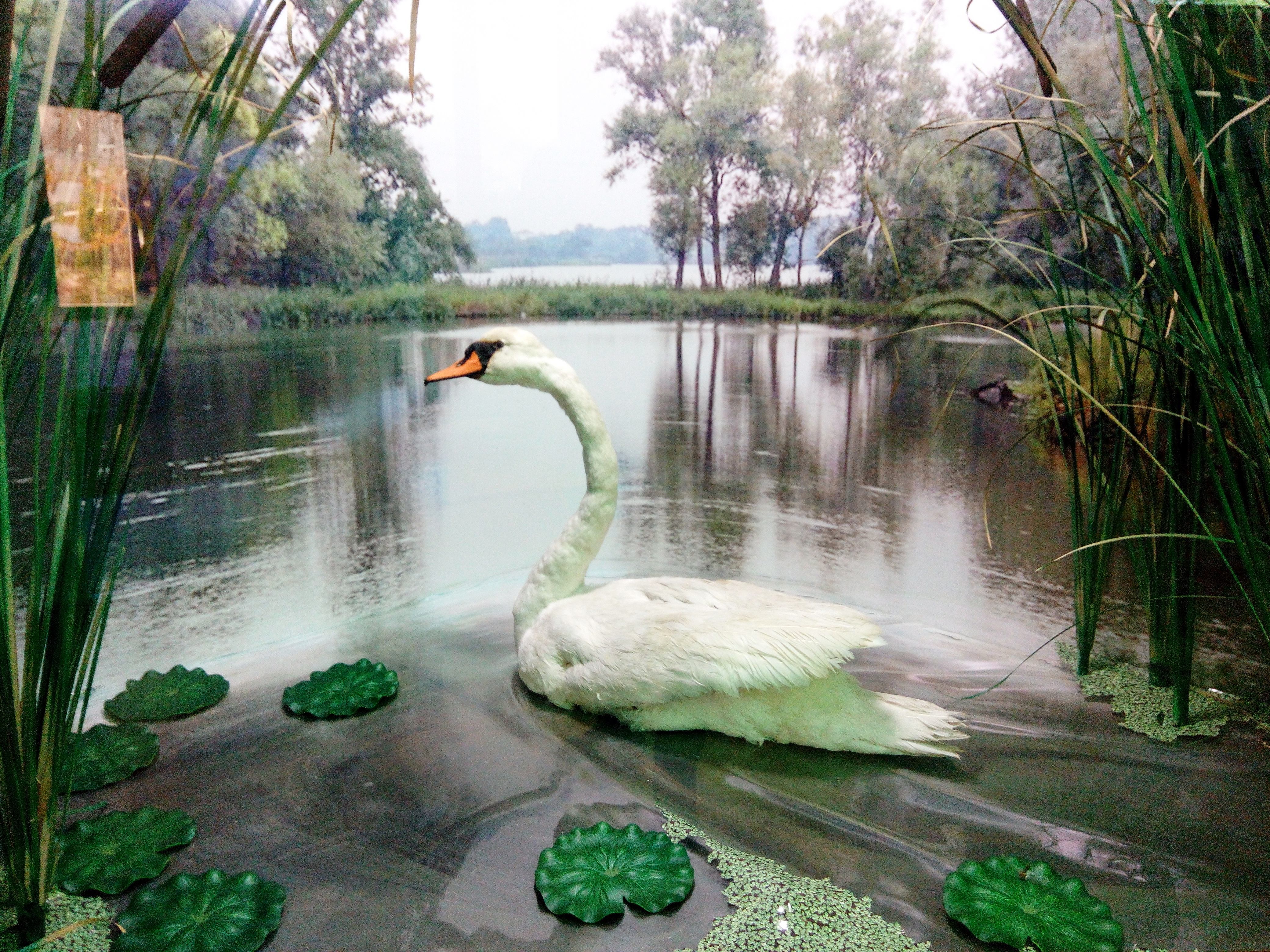
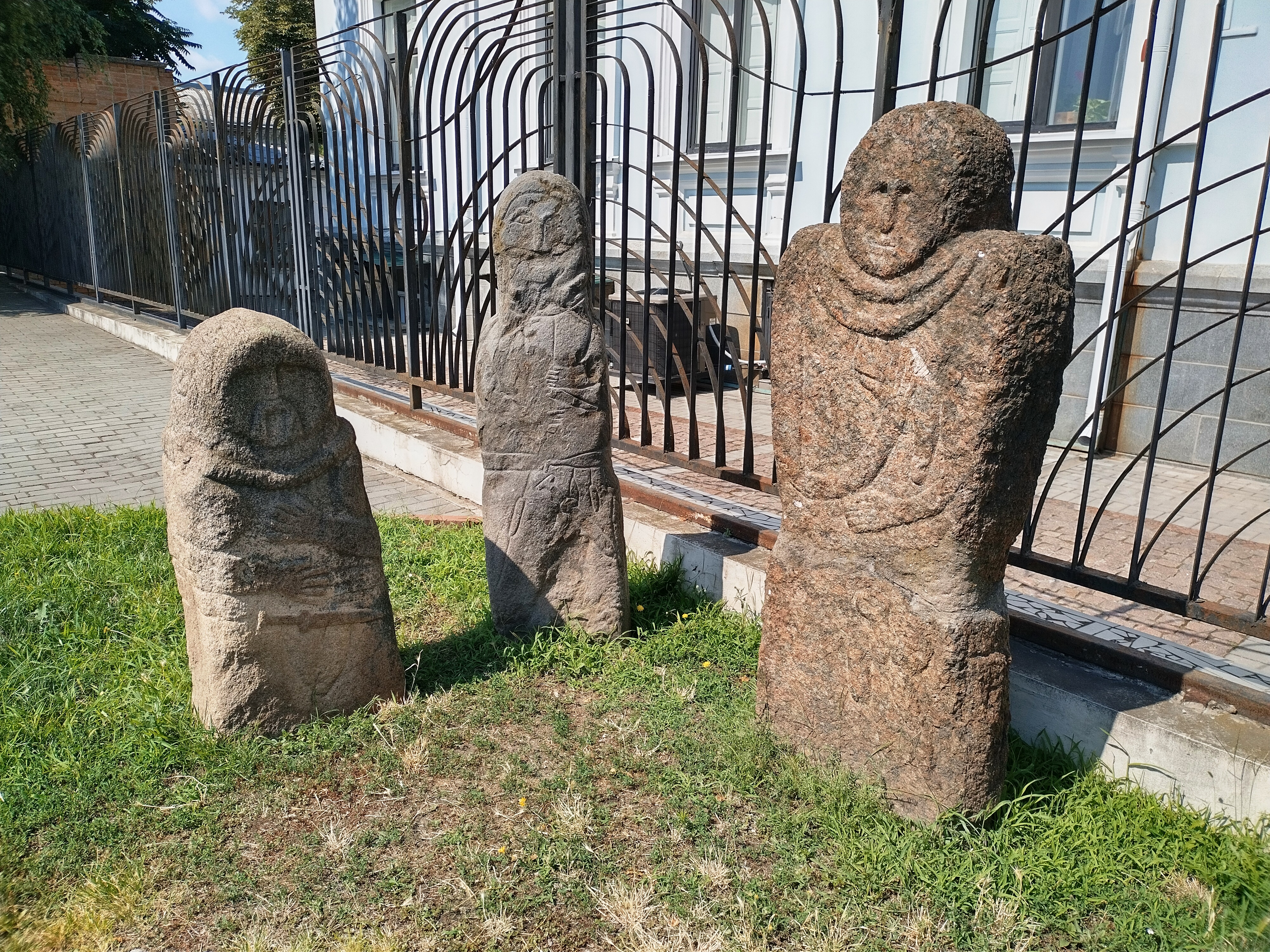
Скіфські "баби"